# Konstantin Uszynski

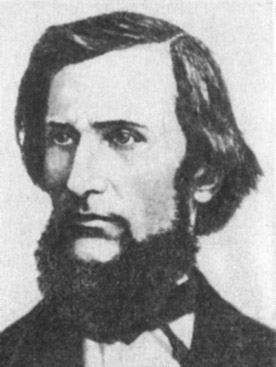
Konstantin Uszynski

Konstantin Dmitrijewicz Uszynski (ur. 1824, zm. 1870) – ukraińsko-rosyjski pedagog, autor cieszących się wielką popularnością podręczników dla dzieci Rodnoje słowo oraz Dietskij mir. Jego poglądy wywarły duży wpływ na pedagogikę rosyjską oraz radziecką. 

## Ważniejsze prace
- Czełowiek kak predmiet wospitanija (1868-1869)
- Podróże pedagogiczne po Szwajcarii (1863)